# 台伯河西浸信会教堂

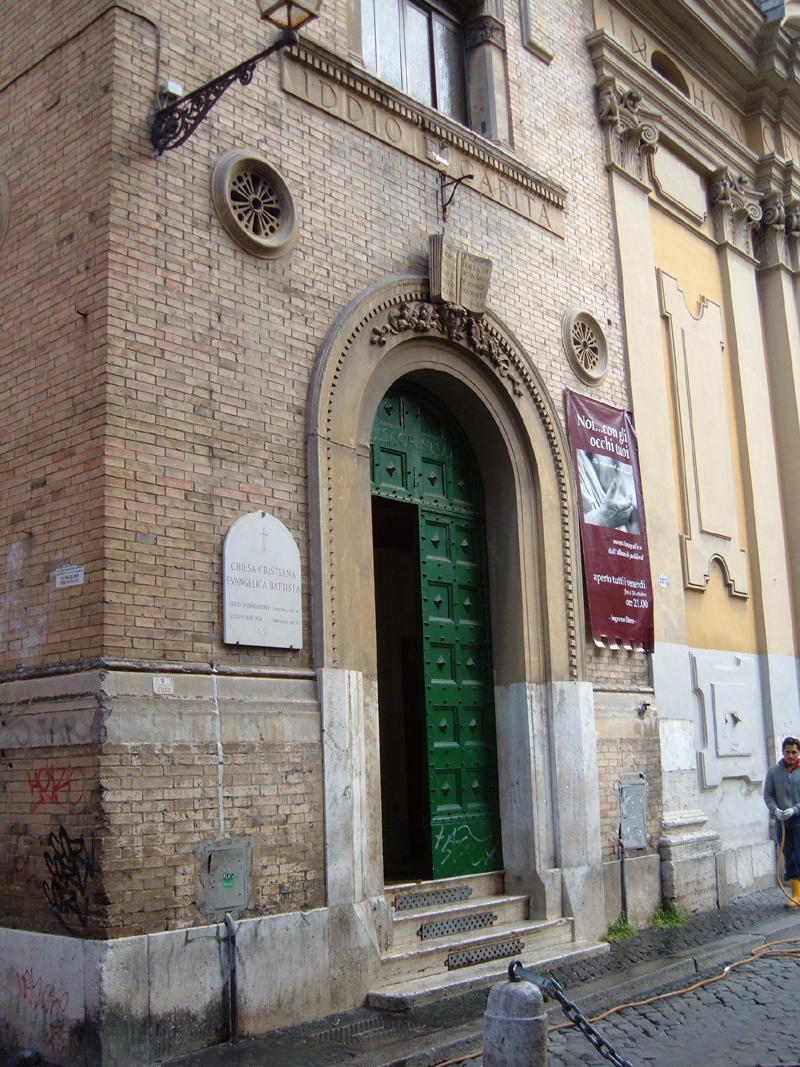

台伯河西浸信会教堂（Chiesa evangelica battista in Trastevere）是一座意大利浸信会教堂，位于罗马特拉斯提弗列区的隆加雷塔街（via della Lungaretta）。
它位于台伯河西圣亚加大堂（Chiesa di Sant'Agata in Trastevere）旁边。罗马市中心还有7座浸信会教堂，其中蒙蒂浸信会教堂位于蒙蒂区的厄巴纳街(via Urbana) ，山谷剧院街浸信会教堂一座位于圣尤斯塔基奥区的山谷剧院街(via del Teatro Valle), 讲英语的罗马浸信会教堂则位于卢奇娜的圣老楞佐广场。
1888年，伦敦的浸信会差会购买了这座教堂。1901年进行了翻修，1923年转让给美南浸信会。堂内布置简朴，每主日上午11 时聚会。